# Johann Bechtolt Meslang
Johann Bechtolt Meslang († 1585) war ein Glockengießer des 16. Jahrhunderts in Heilbronn.

## Leben
Er stammte aus Ehingen und heiratete die Witwe des Heilbronner Glockengießers Heinrich Rotenberger, wonach er sich um das Heilbronner Bürgerrecht bemühte, das ihm 1568 zugesagt wurde. Von 1568 bis zu seinem Tod 1585 können ihm in Heilbronn gegossene Glocken nachgewiesen werden. Bereits im Jahr seines Todes wurde er im Heilbronner Ratsprotokoll irrtümlich Geßlang genannt – eventuell ein Hinweis auf ein unscheinbares Wirken, da er dem Protokollführer wohl nicht bekannt war.
Meslangs Stiefsohn war der Heidelberger David Meslang, der ebenfalls Glockengießer war. Dieser wandte sich bereits 1578 mit der Bitte um Unterstützung an den Rat der Stadt Heilbronn und hat am 11. November 1585 das Heilbronner Bürgerrecht erhalten, dort aber keine Spuren hinterlassen.

## Glocken
- 1568 Glocke, die nach Lauffen am Neckar geliefert wurde
- 1578 Glocke für die Regiswindiskirche in Lauffen, 920 kg, bezeichnet und datiert
- 1580 Glocke für das Rathaus in Heilbronn, 495 kg, bezeichnet und datiert
- 1582 Glocke für den Südost-Turm der Comburg in Schwäbisch Hall, 145 kg, bezeichnet und datiert
- 1585 Glocke für die Sebastianskirche in Bretzfeld-Schwabbach